# Grand Prix Malajsie 2016
Grand Prix Malajsie 2016 (oficiálně 2016 Formula 1 Petronas Malaysian Grand Prix) se jela na okruhu Sepang nedaleko hlavního města Kuala Lumpur v Malajsii dne 2. října 2016. Závod byl šestnáctým v pořadí v sezóně 2016 šampionátu Formule 1.

## Kvalifikace
| Poř.                        | No. | Jezdec            | Konstruktér               | Časy v kvalifikaci | Časy v kvalifikaci | Časy v kvalifikaci | Pořadí na startu |
| Poř.                        | No. | Jezdec            | Konstruktér               | Q1                 | Q2                 | Q3                 | Pořadí na startu |
| --------------------------- | --- | ----------------- | ------------------------- | ------------------ | ------------------ | ------------------ | ---------------- |
| 1                           | 44  | Lewis Hamilton    | Mercedes                  | 1:34.444           | 1:33.046           | 1:32.850           | 1                |
| 2                           | 6   | Nico Rosberg      | Mercedes                  | 1:34.460           | 1:33.609           | 1:33.264           | 2                |
| 3                           | 33  | Max Verstappen    | Red Bull Racing-TAG Heuer | 1:35.443           | 1:33.775           | 1:33.420           | 3                |
| 4                           | 3   | Daniel Ricciardo  | Red Bull Racing-TAG Heuer | 1:35.079           | 1:33.888           | 1:33.467           | 4                |
| 5                           | 5   | Sebastian Vettel  | Ferrari                   | 1:34.557           | 1:33.972           | 1:33.584           | 5                |
| 6                           | 7   | Kimi Räikkönen    | Ferrari                   | 1:34.556           | 1:33.903           | 1:33.632           | 6                |
| 7                           | 11  | Sergio Pérez      | Force India-Mercedes      | 1:35.068           | 1:34.538           | 1:34.319           | 7                |
| 8                           | 27  | Nico Hülkenberg   | Force India-Mercedes      | 1:34.827           | 1:34.441           | 1:34.489           | 8                |
| 9                           | 22  | Jenson Button     | McLaren-Honda             | 1:35.267           | 1:34.431           | 1:34.518           | 9                |
| 10                          | 19  | Felipe Massa      | Williams-Mercedes         | 1:35.267           | 1:34.422           | 1:34.671           | 10               |
| 11                          | 77  | Valtteri Bottas   | Williams-Mercedes         | 1:35.166           | 1:34.577           |                    | 11               |
| 12                          | 8   | Romain Grosjean   | Haas-Ferrari              | 1:35.400           | 1:35.001           |                    | 12               |
| 13                          | 21  | Esteban Gutiérrez | Haas-Ferrari              | 1:35.658           | 1:35.097           |                    | 13               |
| 14                          | 20  | Kevin Magnussen   | Renault                   | 1:35.593           | 1:35.277           |                    | 14               |
| 15                          | 26  | Daniil Kvjat      | Toro Rosso-Ferrari        | 1:35.695           | 1:35.369           |                    | 15               |
| 16                          | 55  | Carlos Sainz Jr.  | Toro Rosso-Ferrari        | 1:35.605           | 1:35.374           |                    | 16               |
| 17                          | 9   | Marcus Ericsson   | Sauber-Ferrari            | 1:35.816           |                    |                    | 17               |
| 18                          | 12  | Felipe Nasr       | Sauber-Ferrari            | 1:35.949           |                    |                    | 18               |
| 19                          | 30  | Jolyon Palmer     | Renault                   | 1:35.999           |                    |                    | 19               |
| 20                          | 31  | Esteban Ocon      | MRT-Mercedes              | 1:36.451           |                    |                    | 20               |
| 21                          | 94  | Pascal Wehrlein   | MRT-Mercedes              | 1:36.587           |                    |                    | 21               |
| 22                          | 14  | Fernando Alonso   | McLaren-Honda             | 1:37.155           |                    |                    | 22               |
| 107 % času vítěze: 1:41.055 |     |                   |                           |                    |                    |                    |                  |
| Zdroj:                      |     |                   |                           |                    |                    |                    |                  |

Poznámky
1. ↑  Fernando Alonso obdržel trest posunu o 45 míst vzad za překročení počtu povolených pohonných jednotek.

## Závod
| Poř.   | No. | Jezdec            | Konstruktér               | Počet kol | Čas/Odstoupení      | Pořadí na startu | Body |
| ------ | --- | ----------------- | ------------------------- | --------- | ------------------- | ---------------- | ---- |
| 1      | 3   | Daniel Ricciardo  | Red Bull Racing-TAG Heuer | 56        | 1:37:12.776         | 4                | 25   |
| 2      | 33  | Max Verstappen    | Red Bull Racing-TAG Heuer | 56        | +2.443              | 3                | 18   |
| 3      | 6   | Nico Rosberg      | Mercedes                  | 56        | +25.516             | 2                | 15   |
| 4      | 7   | Kimi Räikkönen    | Ferrari                   | 56        | +28.785             | 6                | 12   |
| 5      | 77  | Valtteri Bottas   | Williams-Mercedes         | 56        | +1:01.582           | 11               | 10   |
| 6      | 11  | Sergio Pérez      | Force India-Mercedes      | 56        | +1:03.794           | 7                | 8    |
| 7      | 14  | Fernando Alonso   | McLaren-Honda             | 56        | +1:05.205           | 22               | 6    |
| 8      | 27  | Nico Hülkenberg   | Force India-Mercedes      | 56        | +1:14.062           | 8                | 4    |
| 9      | 22  | Jenson Button     | McLaren-Honda             | 56        | +1:21.816           | 9                | 2    |
| 10     | 30  | Jolyon Palmer     | Renault                   | 56        | +1:35.466           | 19               | 1    |
| 11     | 55  | Carlos Sainz Jr.  | Toro Rosso-Ferrari        | 56        | +1:38.878           | 16               |      |
| 12     | 9   | Marcus Ericsson   | Sauber-Ferrari            | 55        | +1 kolo             | 17               |      |
| 13     | 19  | Felipe Massa      | Williams-Mercedes         | 55        | +1 kolo             | 10               |      |
| 14     | 26  | Daniil Kvjat      | Toro Rosso-Ferrari        | 55        | +1 kolo             | 15               |      |
| 15     | 94  | Pascal Wehrlein   | MRT-Mercedes              | 55        | +1 kolo             | 21               |      |
| 16     | 31  | Esteban Ocon      | MRT-Mercedes              | 55        | +1 kolo             | 20               |      |
| Ret    | 12  | Felipe Nasr       | Sauber-Ferrari            | 46        | Brzdy/Ztráta výkonu | 18               |      |
| Ret    | 44  | Lewis Hamilton    | Mercedes                  | 40        | Motor               | 1                |      |
| Ret    | 21  | Esteban Gutiérrez | Haas-Ferrari              | 39        | Kolo                | 13               |      |
| Ret    | 20  | Kevin Magnussen   | Renault                   | 17        | Ztráta výkonu       | 14               |      |
| Ret    | 8   | Romain Grosjean   | Haas-Ferrari              | 7         | Brzdy               | 12               |      |
| Ret    | 5   | Sebastian Vettel  | Ferrari                   | 0         | Kolize              | 5                |      |
| Zdroj: |     |                   |                           |           |                     |                  |      |

Poznámky
1. ↑  Nico Rosberg obdržel penalizaci 10 sekund za způsobení kolize, které bylo možné zabránit.
2. ↑  Esteban Ocon obdržel dvě pětisekundové penalizace za překročení rychlosti v boxové uličce.

## Průběžné pořadí po závodě
- Tučně jsou vyznačeni jezdci a týmy se šancí získat titul v Poháru jezdců nebo konstruktérů.

Pohár jezdců
|   | Pořadí | Jezdec           | Body |
| - | ------ | ---------------- | ---- |
|   | 1      | Nico Rosberg     | 288  |
|   | 2      | Lewis Hamilton   | 265  |
|   | 3      | Daniel Ricciardo | 204  |
| 1 | 4      | Kimi Räikkönen   | 160  |
| 1 | 5      | Sebastian Vettel | 153  |

Pohár konstruktérů
|  | Pořadí | Konstruktér               | Body |
|  | ------ | ------------------------- | ---- |
|  | 1      | Mercedes                  | 553  |
|  | 2      | Red Bull Racing-TAG Heuer | 359  |
|  | 3      | Ferrari                   | 313  |
|  | 4      | Force India-Mercedes      | 124  |
|  | 5      | Williams-Mercedes         | 121  |